# Фахад ибн Сауд Аль Сауд
Фахад ибн Сауд Аль Сауд (араб. فهد بن سعود بن عبد العزيز آل سعود‎; 1923 — 30 октября 2006) — саудовский принц и государственный деятель, старший сын короля Сауда.

## Биография
Родился в 1923 году в семье принца Сауда и Муниры бинт Саад Аль Сауд и был старшим из выживших его сыновей.
Во время правления своего отца, был министром обороны Саудовской Аравии (1957-1960).
В 1964 после свержения своего отца, был назначен своим дядей королем Фейсалом послом Саудовской Аравии в Греции, был в этой должности до 1968 года.
Имел одну дочь, принцессу Амаль.
Принц умер 30 октября 2006 в своем доме. Похоронен на кладбище Аль-Адиль в Мекке.